# Skeptrostachys stenorrhynchoides
Skeptrostachys stenorrhynchoides là một loài thực vật có hoa trong họ Lan. Loài này được Szlach. miêu tả khoa học đầu tiên năm 1994.